# Đại học Khoa học Ứng dụng Frankfurt

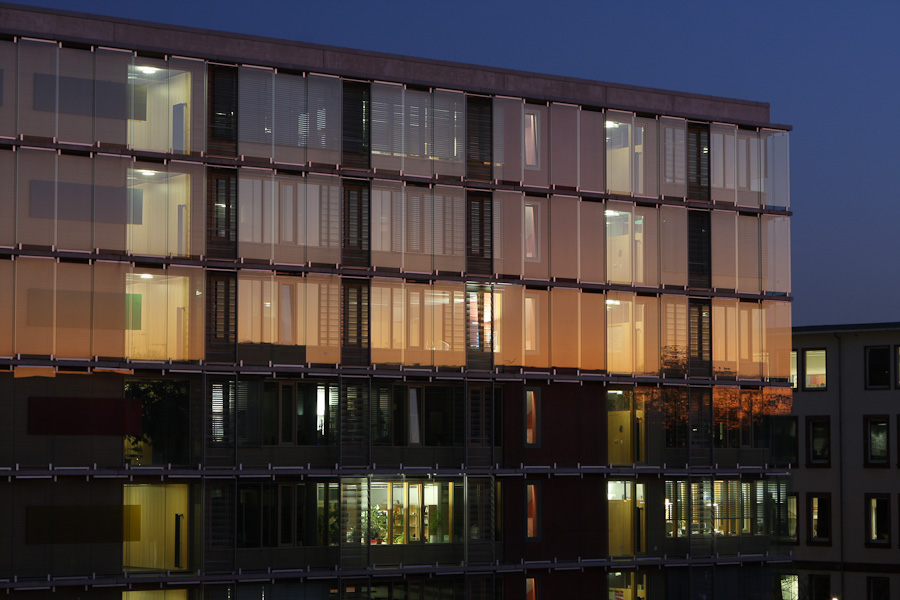
Tòa nhà chính mới vào lúc hoàng hôn

Đại học Khoa học Ứng dụng Frankfurt (trước đây gọi là Fachhochschule Frankfurt am Main) là một trường Đại học Khoa học Ứng dụng công lập, tọa lạc tại thành phố Frankfurt am Main, Đức.
Đại học Khoa học Ứng dụng Frankfurt cung cấp khoảng 38 chương trình đào tạo trong các lĩnh vực: kiến trúc và xây dựng dân dụng, kinh doanh và kinh doanh pháp luật, công nghệ thông tin và kỹ thuật, công tác xã hội và sức khỏe. Trường có nhiều sinh viên quốc tế theo học, với khoảng 12.000 sinh viên đến từ hơn 100 quốc gia. Khoảng 250 giáo sư và hơn 1000 nhân viên khác làm việc tại Đại học Khoa học Ứng dụng Frankfurt. Trường có bốn khoa: Kiến trúc và Kỹ thuật dân dụng; Công nghệ thông tin và kỹ thuật; Kinh doanh và pháp luật; và Công tác xã hội và y tế.
Hầu hết các khóa học được dạy bằng tiếng Đức; tuy nhiên, các khóa học thạc sĩ bằng tiếng Anh được cung cấp trong Hệ thống toàn vẹn, Công nghệ thông tin và Phát triển đô thị.
Một cựu sinh viên nổi tiếng của trường đại học là Gerhard Schulmeyer. Đại học Khoa học Ứng dụng Frankfurt là một phần của IT-Cluster Rhine-Main-Neckar, "Thung lũng Silicon của Châu Âu".

## Lịch sử
Tiền thân sớm nhất của Đại học Khoa học Ứng dụng Frankfurt, "Königliche Baugewerkschule" được thành lập năm 1908 và "Đại học Cơ khí Hoàng gia" được thành lập năm 1910. Fachhochschule Frankfurt am Main được thành lập vào ngày 1 tháng 8 năm 1971 bằng việc hợp nhất các tổ chức tiền thân khác nhau, bao gồm Trường Công tác Xã hội, Trường Kinh tế Đại học Nhà nước (HWS) và các trường kỹ thuật khác. Fachhochschule Frankfurt am Main được đổi tên thành Đại học Khoa học Ứng dụng Frankfurt vào ngày 1 tháng 7 năm 2014.
Đến tháng 7 năm 2001, trường đại học bao gồm mười ba khoa. Bốn khoa, Kiến trúc, Kỹ thuật xây dựng dân dụng, Trắc địa và Khảo sát xây dựng, là một phần của trường Hoàng gia Baugewerkschule ban đầu, được thành lập năm 1908 cho ngành kỹ thuật dân dụng. Bốn khoa khác, Kỹ thuật điện, Kỹ thuật chính xác, Kỹ thuật cơ khí và Công nghệ xử lý là một phần của các trường kỹ thuật thống nhất của Nhà nước, được thành lập năm 1920. Khoa sư phạm xã hội được thành lập vào năm 1954 như là một phần của đô thị Jugendleiterinnenseminar, và khoa Công tác xã hội trở lại thành trường nữ cho Volkspflege được Nhà nước công nhận thành lập năm 1944. Khoa Kinh tế được thành lập vào năm 1966 và có nguồn gốc từ trường công lập Wirtschaftsfachschule. Các khoa Xử lý dữ liệu và Nghiên cứu văn hóa và xã hội lần đầu tiên được thành lập như một phần của trường FH vào năm 1971, và ban đầu là các khoa được thành lập cho các sinh viên của các ngành kỹ thuật. Khoa cuối cùng, Chăm sóc sức khỏe, đã được thêm vào năm 1993.
Từ năm 1995 đến 1998, các khoa này được trải rộng trên hai địa điểm. Sư phạm xã hội, Công tác xã hội, Điều dưỡng và Kinh doanh được đặt tại Nordweststadt; những khoa khác hoạt động ở Nibelungenplatz, tại Kleiststr trong tòa nhà cũ của "Trường công lập" và trong "trường kỹ thuật" cũ.
Vào tháng 7 năm 2001, trường nhận quyết định kết hợp mười ba phòng ban thành bốn lĩnh vực chủ chốt.
Vào tháng 9 năm 2005, Chủ tịch của Đại học Khoa học Ứng dụng Frankfurt và Đại học Khoa học Ứng dụng Wiesbaden đã đồng ý hợp tác chiến lược cho hai trường. Điều này là do những thay đổi trong hệ thống giáo dục đại học Đức (Cử nhân / Thạc sĩ) và do đó làm tăng sự cạnh tranh giữa các trường cao đẳng, đại học và cao đẳng nghề. Vào ngày 14 tháng 9 năm 2007, một tổ chỉ đạo được Tổng thống thành lập bằng việc phát hành một bài báo về việc sáp nhập hai trường Đại học Khoa học Ứng dụng thành Hochschule Rhein Main - Đại học Khoa học Ứng dụng. Tuy nhiên, vào ngày 12 tháng 12 năm 2007, việc sáp nhập đã bị Thượng viện của Đại học Khoa học Ứng dụng Frankfurt am Main từ chối, mặc dù quyết định này đã được Thượng viện của Đại học Khoa học Ứng dụng Wiesbaden chấp thuận.

### Chủ tịch
1. 1971–1982 Johannes Uthoff
2. 1983–1986 Rolf Kessler
3. 1987–1994 Johannes Schneider
4. 1995–2002 Rolf Kessler
5. 2003–2008 Wolf Rieck
6. 2008–2014 Detlev Buchholz
7. 2014–hiện tại Frank Dievernich

## Định hướng quốc tế
Đại học Khoa học Ứng dụng Frankfurt tọa lạc tại một khu vực đô thị đông dân cư và 10.000 sinh viên của trường đến từ khoảng 100 quốc gia. Sinh viên có thể đạt được hai bằng với các trường đại học đối tác và trường đại học cung cấp dịch vụ trao đổi toàn diện cho cả sinh viên và giáo viên.

## Phát triển kết cấu

### Khuôn viên tòa nhà 1

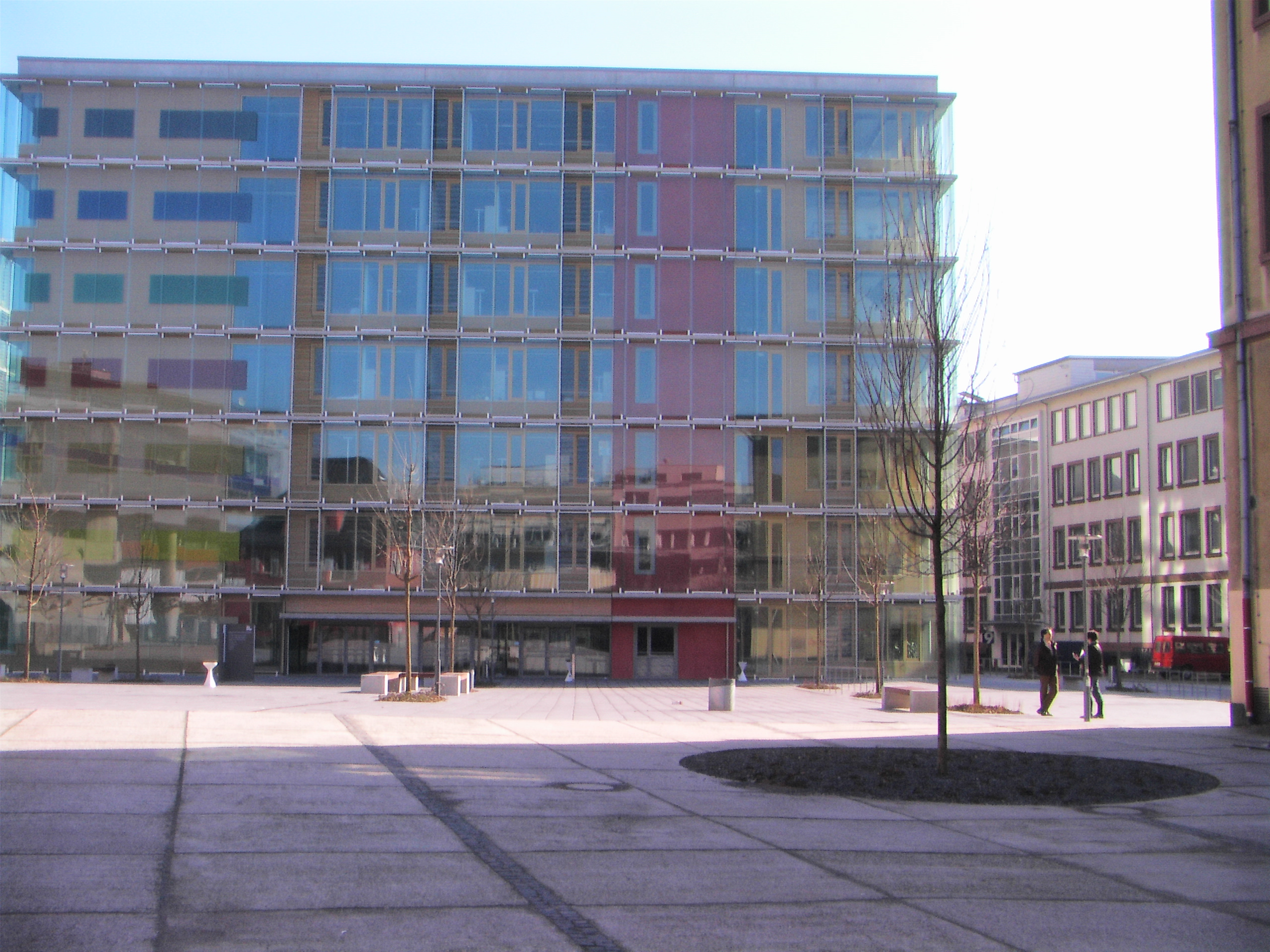
Tòa nhà 1

"Khuôn viên tòa nhà 1" đã được hoàn thành với tổng chi phí khoảng 53 triệu euro. Việc này cho phép cải tiến cấu trúc như thành lập một trung tâm khoa học máy tính, phòng máy tính và phòng cho các dự án nghiên cứu và phòng dự phòng để sử dụng các tòa nhà 2, 3 và 4. Khuôn viên bao gồm không gian với diện tích 12.000 mét vuông, trong một tòa nhà mới (tòa nhà 1) và phần mở rộng cho tòa nhà 2 hiện có. Các khu vực lớn hơn được thuê lại trong BCN - do sự phát triển của trường đại học. 

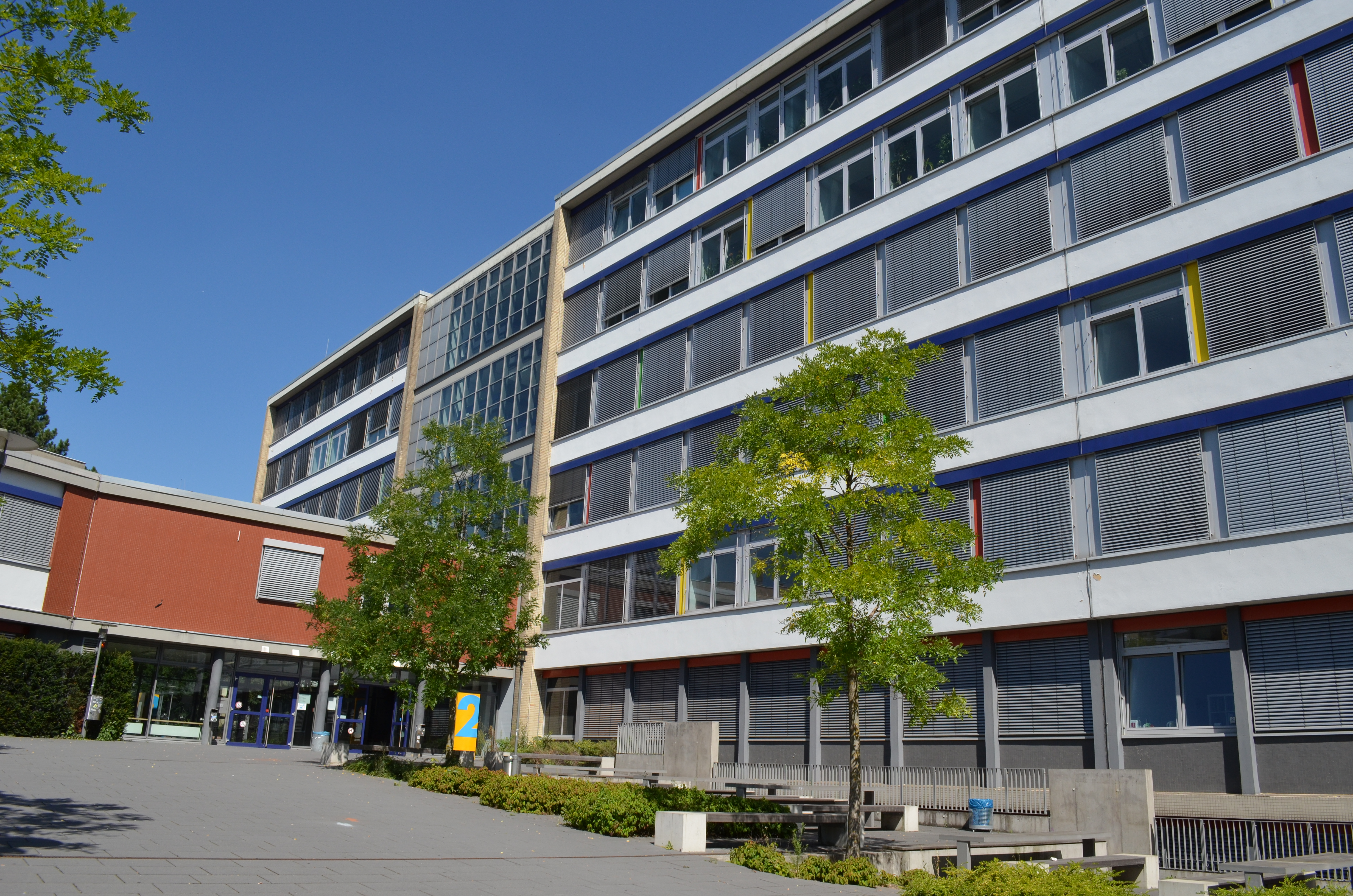
Tòa nhà 2

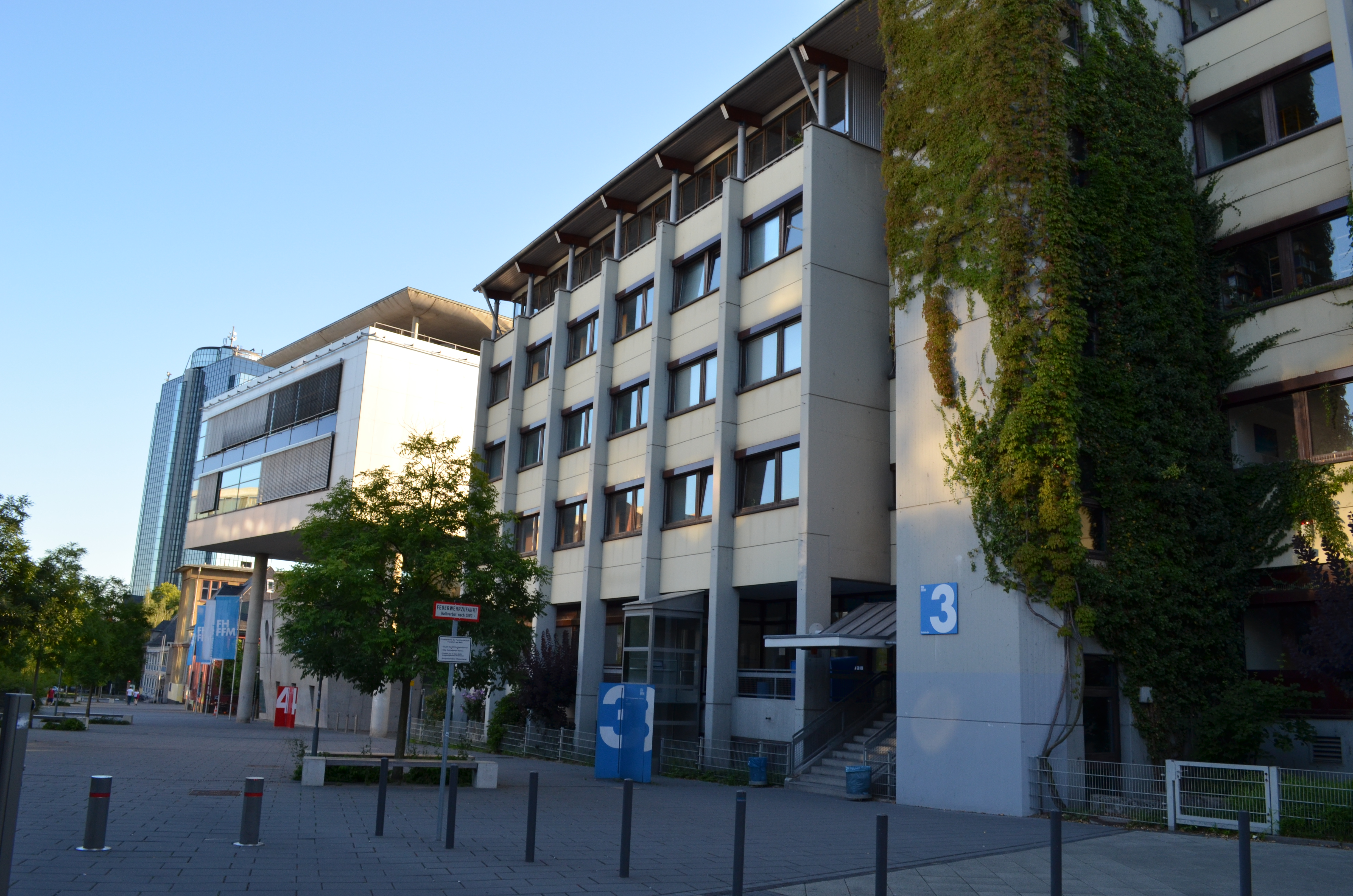
Tòa nhà 3

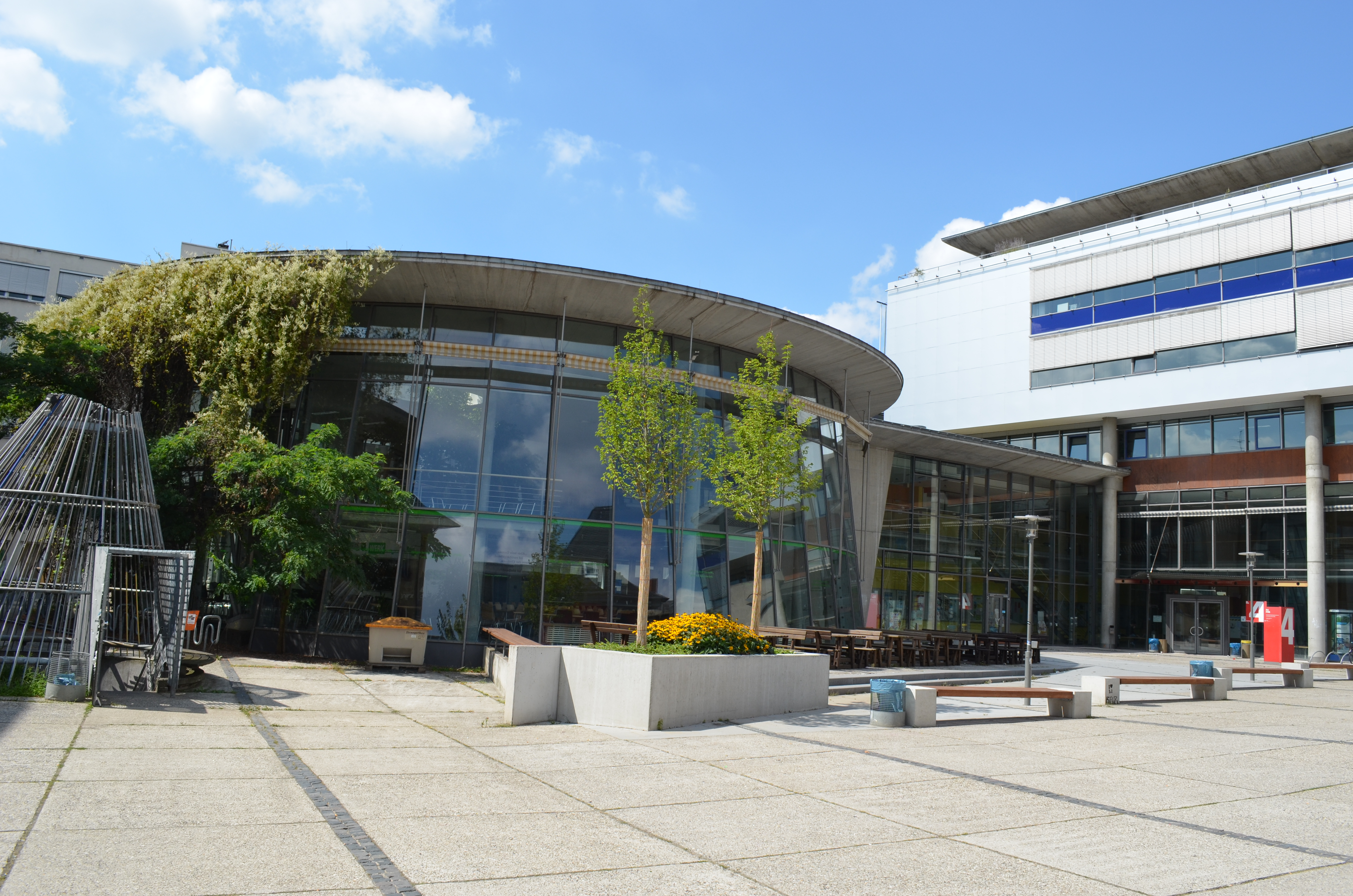
Tòa nhà 4

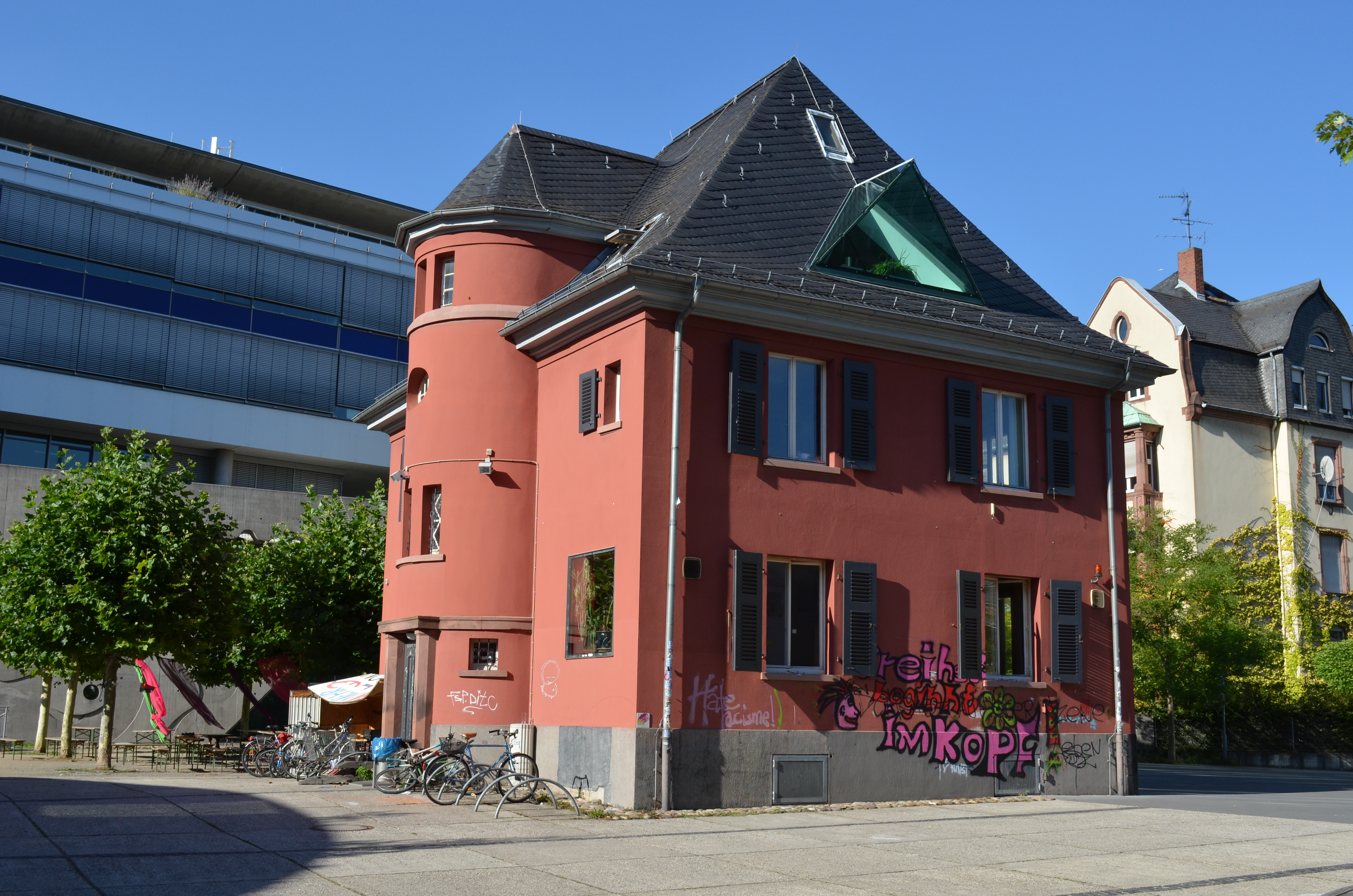
Tòa nhà 5

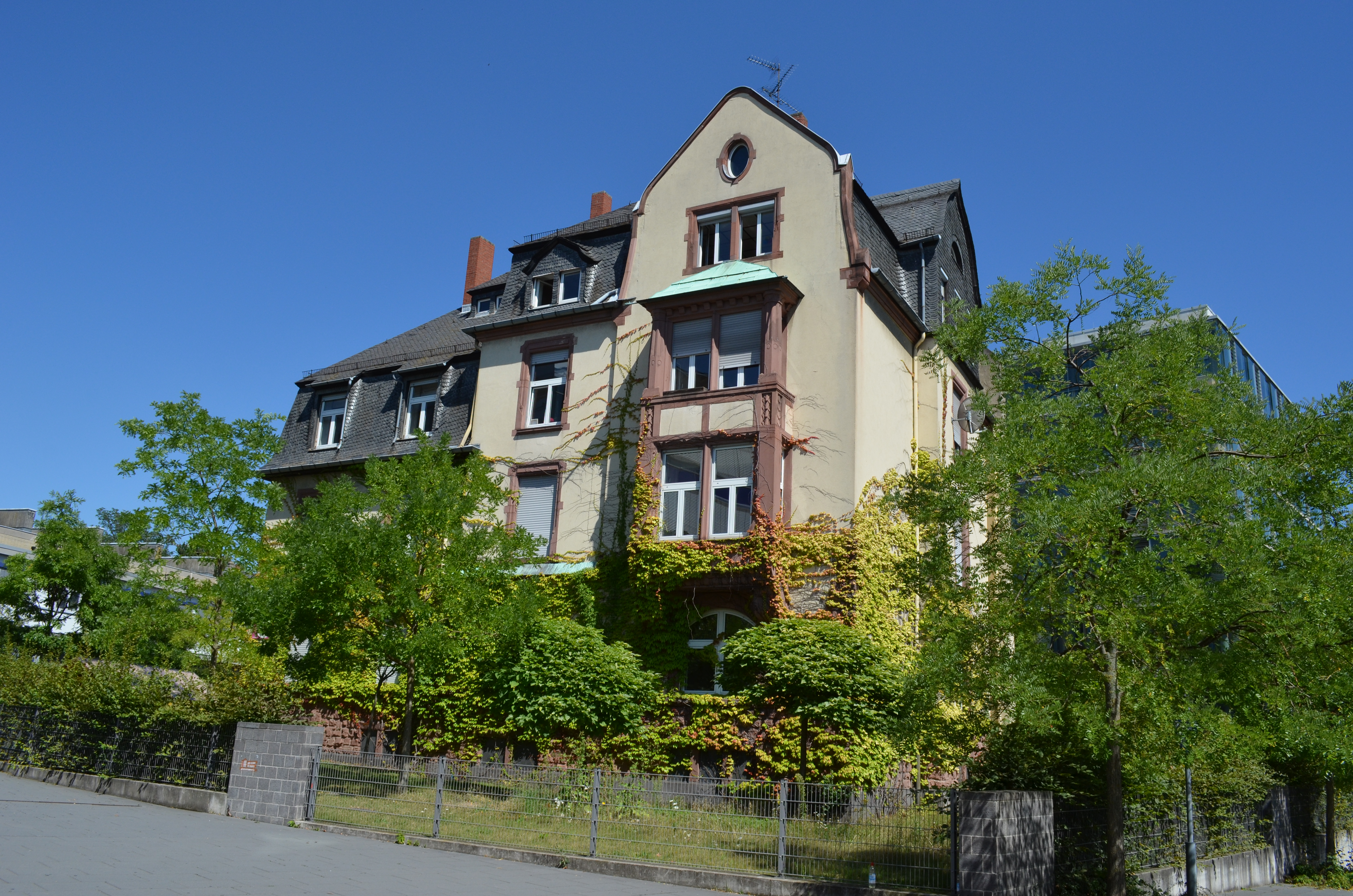
Tòa nhà 6

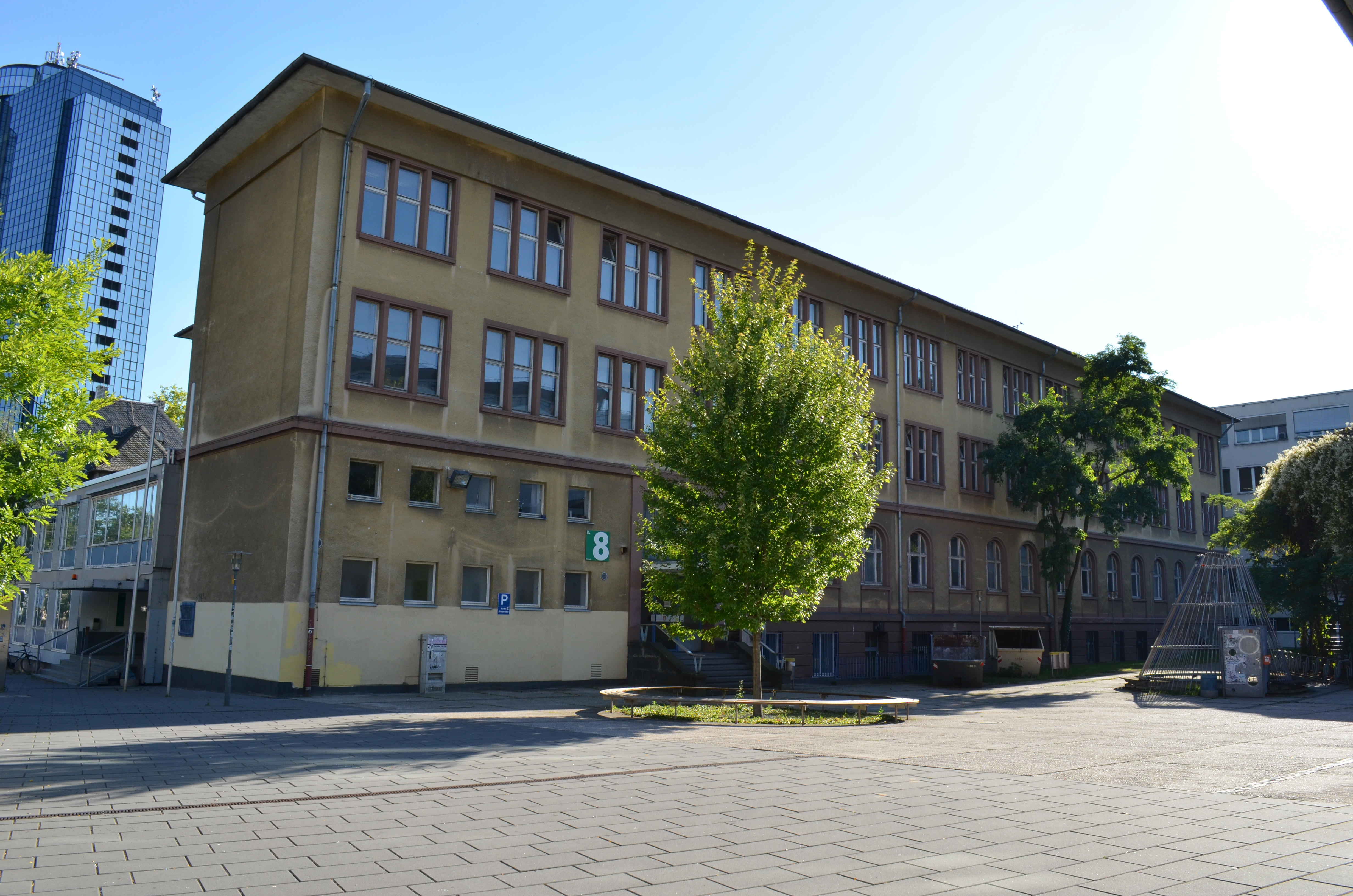
Tòa nhà 8

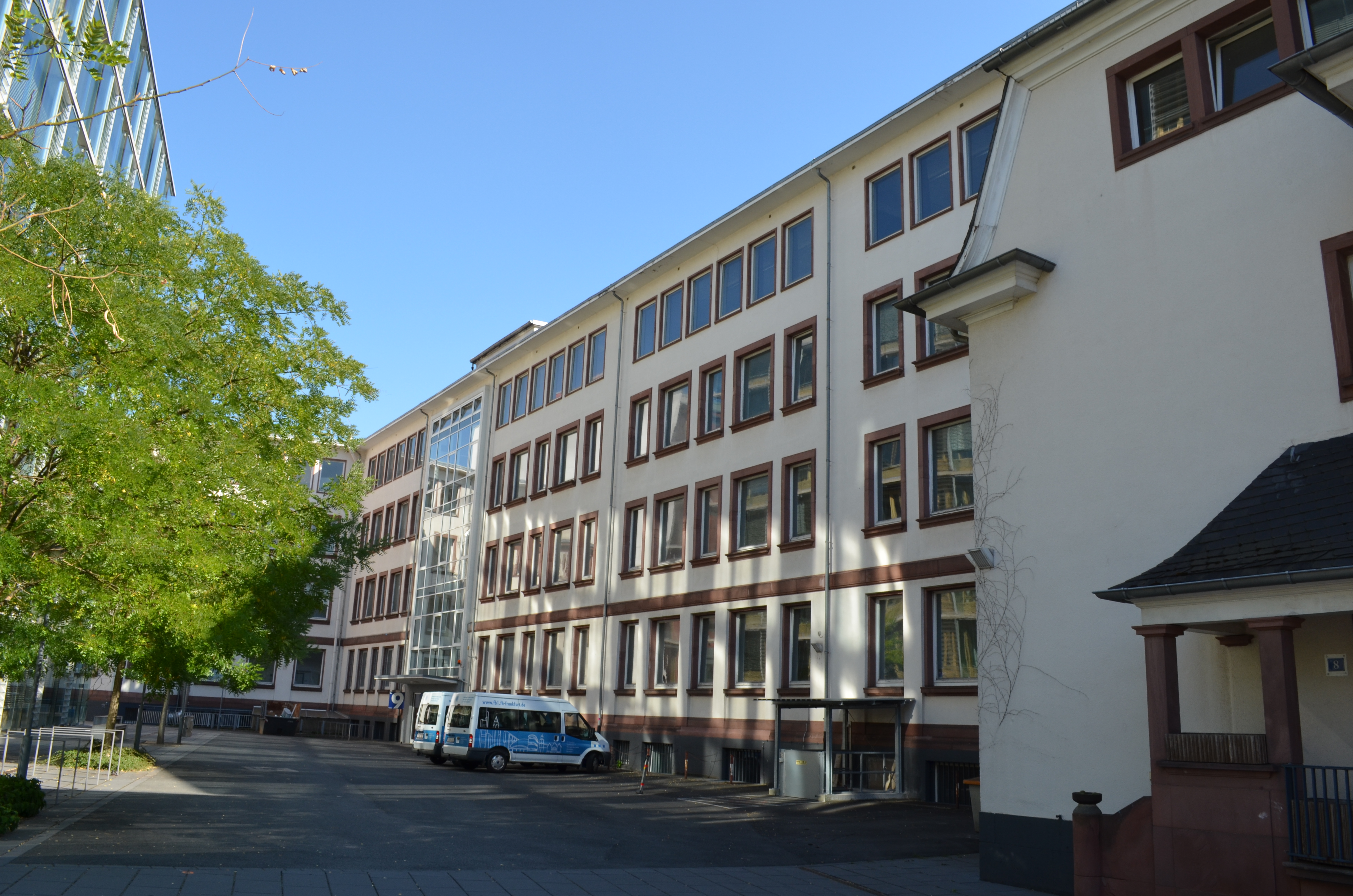
Tòa nhà 9

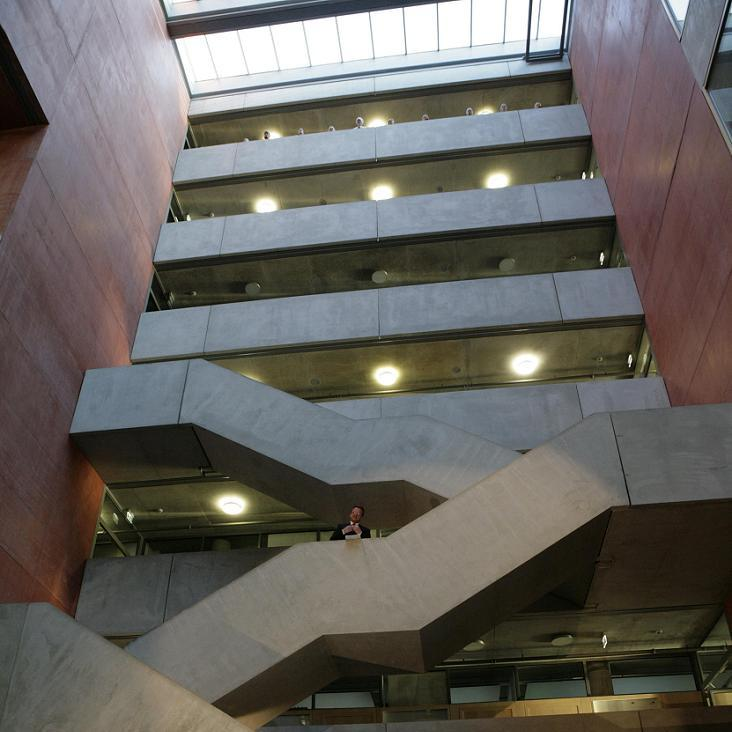
Bên trong tòa nhà 1

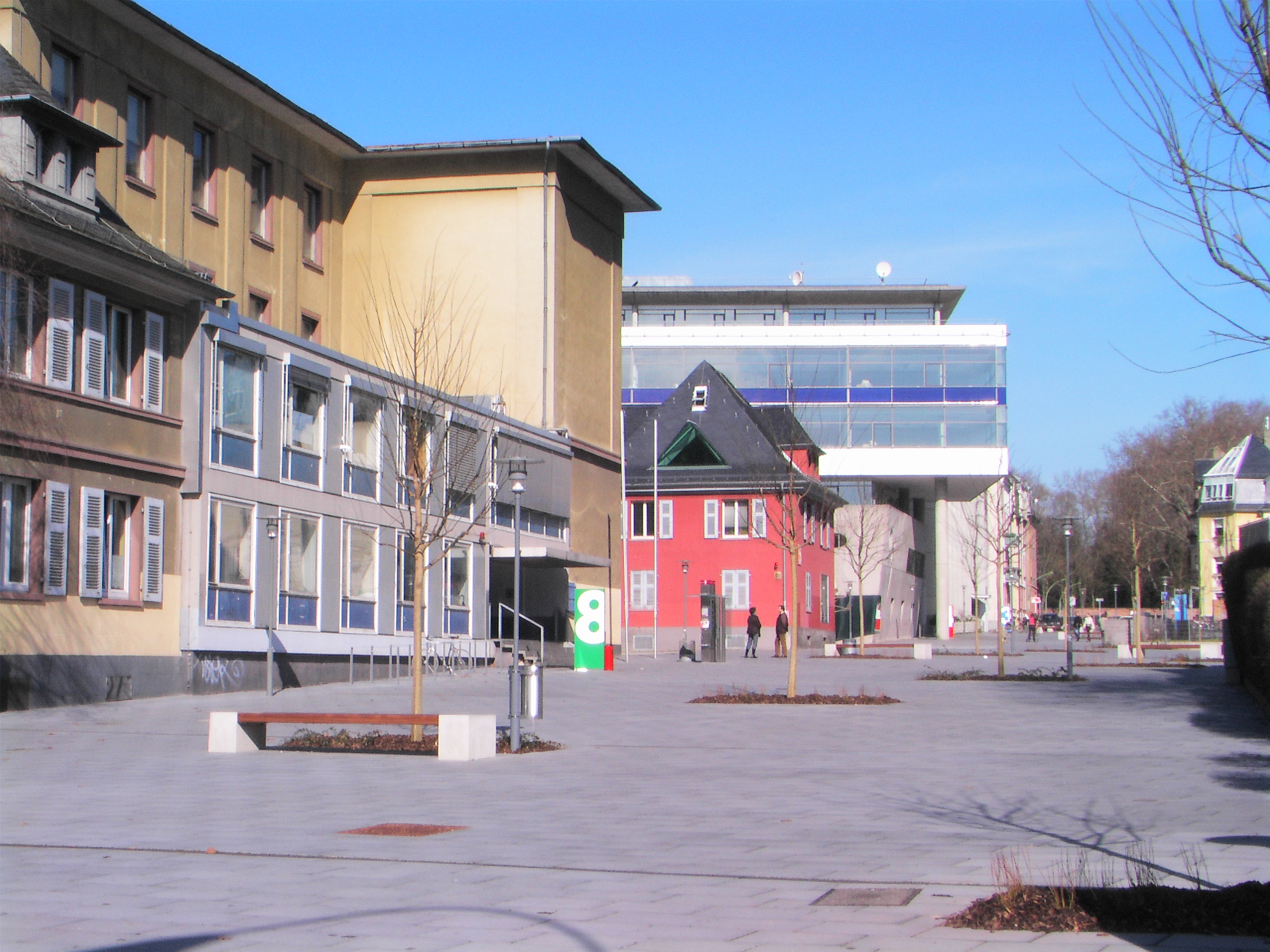
Khuôn viên trên Kleiststraße cũ với các tòa nhà 8, 5 và 4 (trái sang phải)

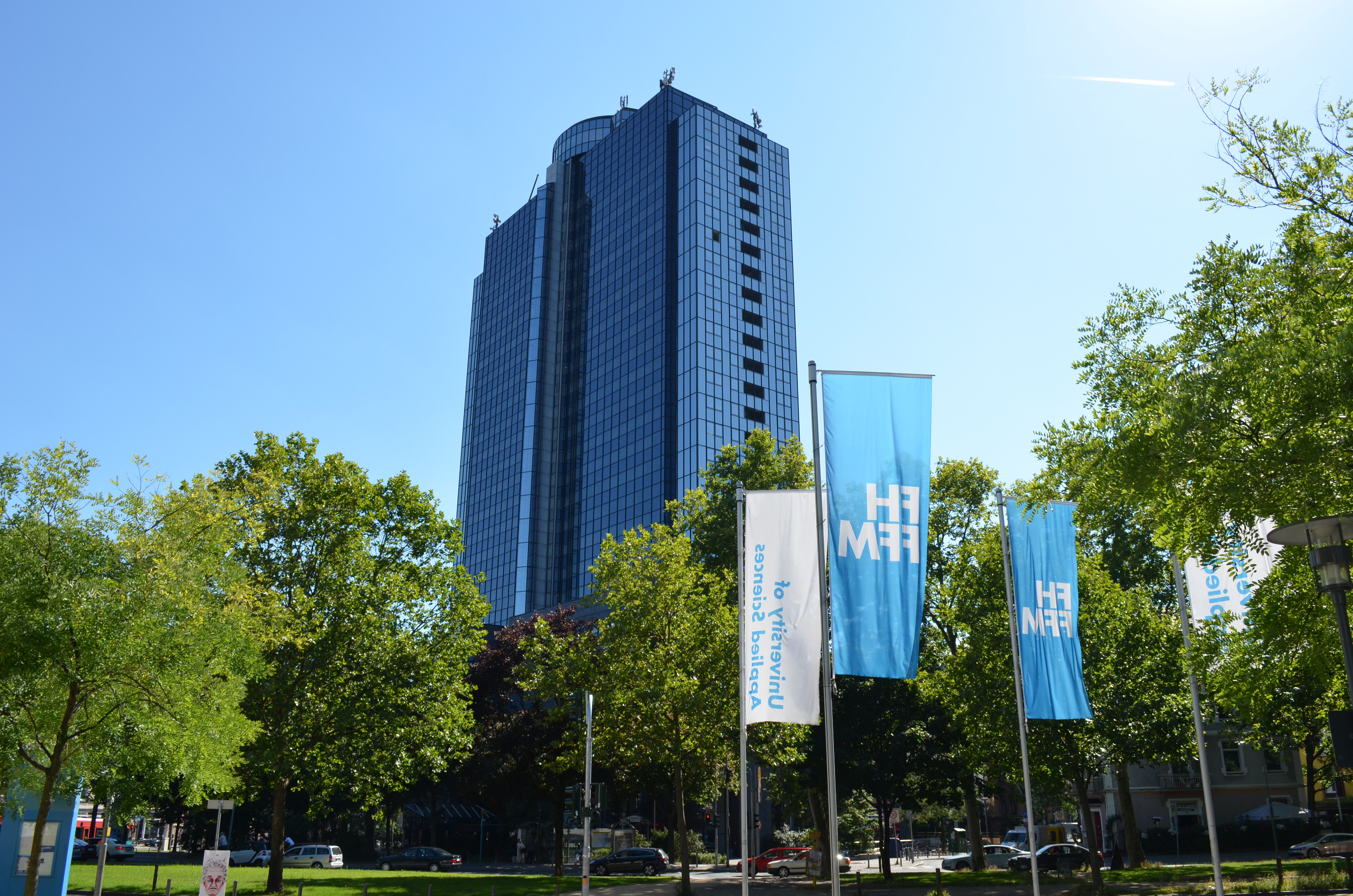
Tòa tháp BCN

### Khuôn viên tòa nhà 2
Với dự án "Khuôn viên tòa nhà 2", tình trạng quá tải không gian của trường đại học đã được giải quyết. Trong dự án này, Kleiststraße đã được chuyển đổi để sử dụng cho giao thông công cộng và tích hợp vào khuôn viên trường. Các nghị quyết phù hợp đã được thông qua bởi các cơ quan có thẩm quyền của Thành phố Frankfurt am Main vào năm 2002.

## Bộ phận
Các khoa của Đại học Khoa học Ứng dụng Frankfurt bao gồm: 
1. Kiến trúc - Xây dựng dân dụng - Địa chất
2. Khoa học và Kỹ thuật Máy tính
3. Kinh tế và pháp luật
4. Công tác xã hội và sức khỏe

## Cơ sở và các tổ chức trực thuộc

### Tổ chức sinh viên
- Fachsprachenzentrum
- Selbstlernzentrum
- Café Profitratte
- Café Kurzschlusz
- Café-1
- Kostbar
- Hội đồng sinh viên công nghệ châu Âu Frankfurt

### Viện nghiên cứu khoa học
- Institut für Materialwissenschaften (IfM)
- Institut für Stadt- und Regionalentwicklung (ISR)
- Institut für Suchtforschung (ISFF)
- Institut für interdisziplinäre Technik (IiT)
- Institut für Materialwissenschaften (IfM)
- Frankfurter Technologiezentrum Medien (FTzM)
- Institut für Migrationsstudien und interkulturelle Kommunikation (IMiK)
- Institut für professionelle Anwendungen in der Informatik (IPIAG)
- Hessisches Zentrum für Qualitätssicherung und Qualitätsmanagement (HZQ)
- Institut für Materialwissenschaften (IfM)
- Institut für Entrepreneurship (IFE)
- Zentrum für Gesundheitswirtschaft und -recht (ZGWR)
- Zentrum für Logistik, Mobilität und Nachhaltigkeit (ZLMN)

### Trung tâm nghiên cứu liên trường đại học
- Hessisches Institut für Pflegeforschung (HeSSIP)
- Gender- und Frauenforschungszentrum der Hessischen Hochschulen (gFFZ)
- Trung tâm Kỹ thuật Y sinh (CBME)